# Liste des ponts d'outre-mer protégés aux monuments historiques
Cet article recense les ponts protégés aux monuments historiques dans les régions d'outre-mer, en France.

## Liste
| Édifice                              | Département | Commune        | Coordonnées                         | Notice         | Protection                           | Illustration                         |
| ------------------------------------ | ----------- | -------------- | ----------------------------------- | -------------- | ------------------------------------ | ------------------------------------ |
| Pont sur le Galion                   | Guadeloupe  | Basse-Terre    | 15° 59′ 22″ nord, 61° 43′ 13″ ouest | « PA00105854 » | Inscrit MH (1979)                    | Pont sur le Galion                   |
| Pont Roche                           | Martinique  | Saint-Pierre   | 14° 44′ 56″ nord, 61° 10′ 40″ ouest | « PA00105953 » | Inscrit MH (1980)                    | Pont Roche                           |
| Pont militaire                       | Martinique  | Saint-Pierre   | 14° 44′ 56″ nord, 61° 10′ 30″ ouest | « PA00105964 » | Inscrit MH (1990)                    | Pont militaire                       |
| Pont Verger                          | Martinique  | Saint-Pierre   | 14° 44′ 57″ nord, 61° 10′ 34″ ouest | « PA00105965 » | Inscrit MH (1990)                    | Image manquante Téléverser           |
| Pont suspendu de la Rivière de l'Est | La Réunion  | Saint-Benoît   | 21° 07′ 26″ sud, 55° 44′ 53″ est    | « PA97400131 » | Inscrit MH (2014) · Classé MH (2018) | Pont suspendu de la Rivière de l'Est |
| Pont de la Ravine des Chèvres        | La Réunion  | Sainte-Suzanne | 20° 53′ 45″ sud, 55° 34′ 31″ est    | « PA97400018 » | Inscrit MH (1997)                    | Image manquante Téléverser           |